# Placówka Straży Granicznej I linii „Wrzeszczyna”
Placówka Straży Granicznej I linii „Wrzeszczyna” – jednostka organizacyjna Straży Granicznej pełniąca służbę ochronną na granicy polsko-niemieckiej w okresie międzywojennym.

## Formowanie i zmiany organizacyjne
Na wniosek Ministerstwa Skarbu, uchwałą z 10 marca 1920 roku, powołano do życia Straż Celną. Od połowy 1921 roku jednostki Straży Celnej rozpoczęły przejmowanie odcinków granicy od pododdziałów Batalionów Celnych. Proces tworzenia Straży Celnej trwał do końca 1922 roku. Placówka Straży Celnej „Wrzeszczyna” weszła w podporządkowanie komisariatu Straży Celnej „Wieleń” z Inspektoratu SC „Międzychód”.
Rozporządzeniem Prezydenta Rzeczypospolitej Polskiej Ignacego Mościckiego z 22 marca 1928 roku, do ochrony północnej, zachodniej i południowej granicy państwa, a w szczególności do ich ochrony celnej, powoływano z dniem 2 kwietnia 1928 roku  Straż Graniczną.
Rozkazem nr 3 z 25 kwietnia 1928 roku w sprawie organizacji Wielkopolskiego Inspektoratu Okręgowego dowódca Straży Granicznej gen. bryg. Stefan Pasławski określił strukturę organizacyjną komisariat SG „Potrzebowice”. Placówka Straży Granicznej I linii „Wrzeszczyna” znalazła się w jego strukturze.
Rozkaz nr 7 z 15 września 1928 roku  w sprawie organizacji Wielkopolskiego Inspektoratu Okręgowego podpisany w zastępstwie przez mjr. Wacława Szpilczyńskiego nie wymienia już komisariatu SG „Potrzebowce”. Placówkę włączono w skład komisariatu SG „Wieleń”.
Rozkazem nr 4 z 17 grudnia 1934 roku  w sprawach [...] zarządzeń organizacyjnych i zmian budżetowych, komendant Straży Granicznej płk Jan Jur-Gorzechowski zniósł placówkę I linii „Wrzeszczyna”.

## Służba graniczna
Sąsiednie placówki:
- placówka Straży Granicznej I linii „Gulcz” ⇔ placówka Straży Granicznej I linii „Wieleń” − 1928
- placówka Straży Granicznej I linii „Rosko” ⇔ placówka Straży Granicznej I linii „Wieleń” − styczeń 1930[9]